# 短刺刺果卫矛
短刺刺果卫矛（学名：Euonymus acanthocarpus var. lushanensis）为卫矛科卫矛属下的一个变种。